# Porta Molino

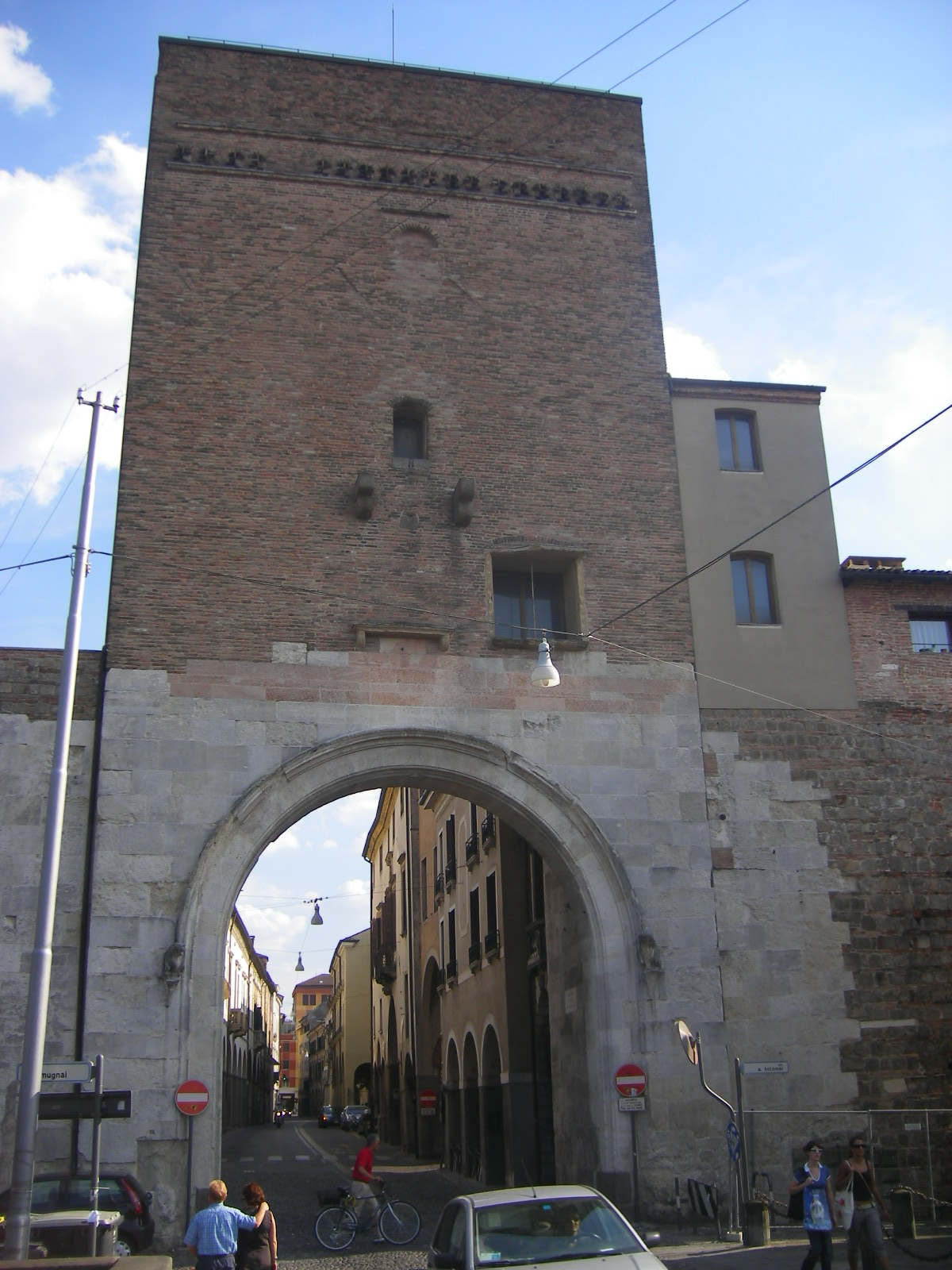
La puerta de Ponte Molino

Porta Molino o Porta dei Molini fue el principal de los cuatro accesos regales que se abrían en la muralla medievale de Padua. Con vista hacia el norte, se alza al término de Ponte Molino que cruza parte del Bacchiglione llamado Tronco Maestro donde hasta 1884 funcionaron treinta y tres ruedas de otros tantos molinos montados sobre barcos, de los cuales la puerta y el puente toman el nombre.

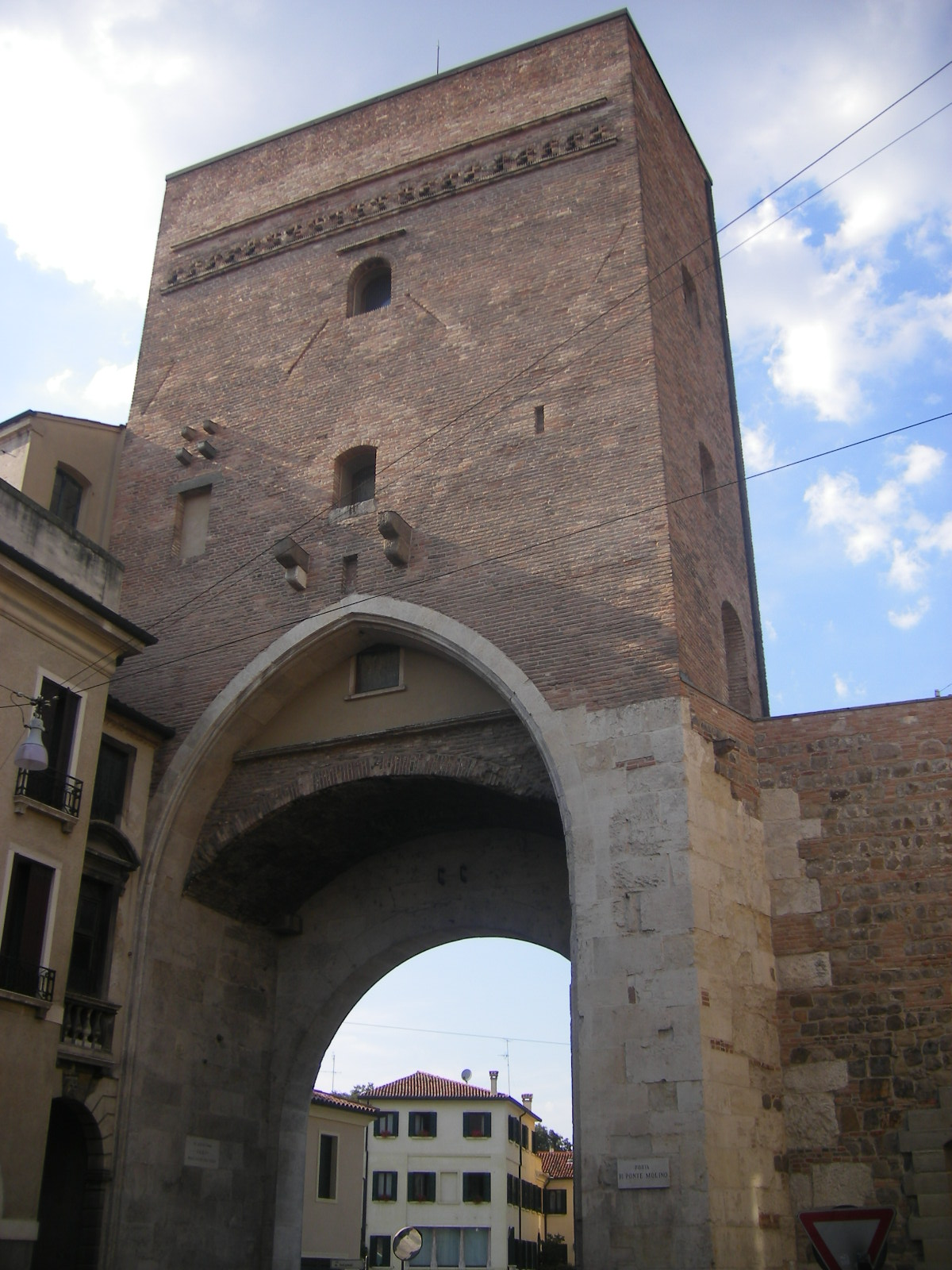
La puerta de la Stra' Maggiore en la actual Via Dante. A la izquierda, el acceso al torreón del siglo XVII

Casi alta 26 metros, fue construida en piedra y terracota en el siglo XIII , fue diseñada como acceso solemne a la stra' regia o stra' maggiore (en la actual via Dante), la vía más importante de Padua. El torreón se erige exteriormente sobre una especie de arco triunfal románico en piedra (decorado también con una pareja de pequeños leones) en cambio dentro se suceden dos arcadas (la más amplia y sugestiva está en sexto agudo) que permitían de accionar las máquinas de defensa, incluyendo los grandes batientes incardinados en los alojamientos en piedra todavía visibles. Interesante es el ingreso barroco al torreón mayor, construcción del siglo XVII  a lado de la fachada interior, a la izquierda. A los lados serpentean pistas de las murallas de la ciudad, que hacia el oeste continúan por via del Casin Rosso. El paso de peatones es el resultado de medidas del siglo XIX.
A finales del siglo XIX, la parte superior de la puerta se utilizó como déposito de acumulación para la primera red de distribución de agua potable de la ciudad. Probablemente es falso (aunque acreditado por una lápida de Carlos Leones) el rumor por el cual Galileo Galilei, en su periodo en Padua, habría utilizado la puerta como observatorio astronómico.

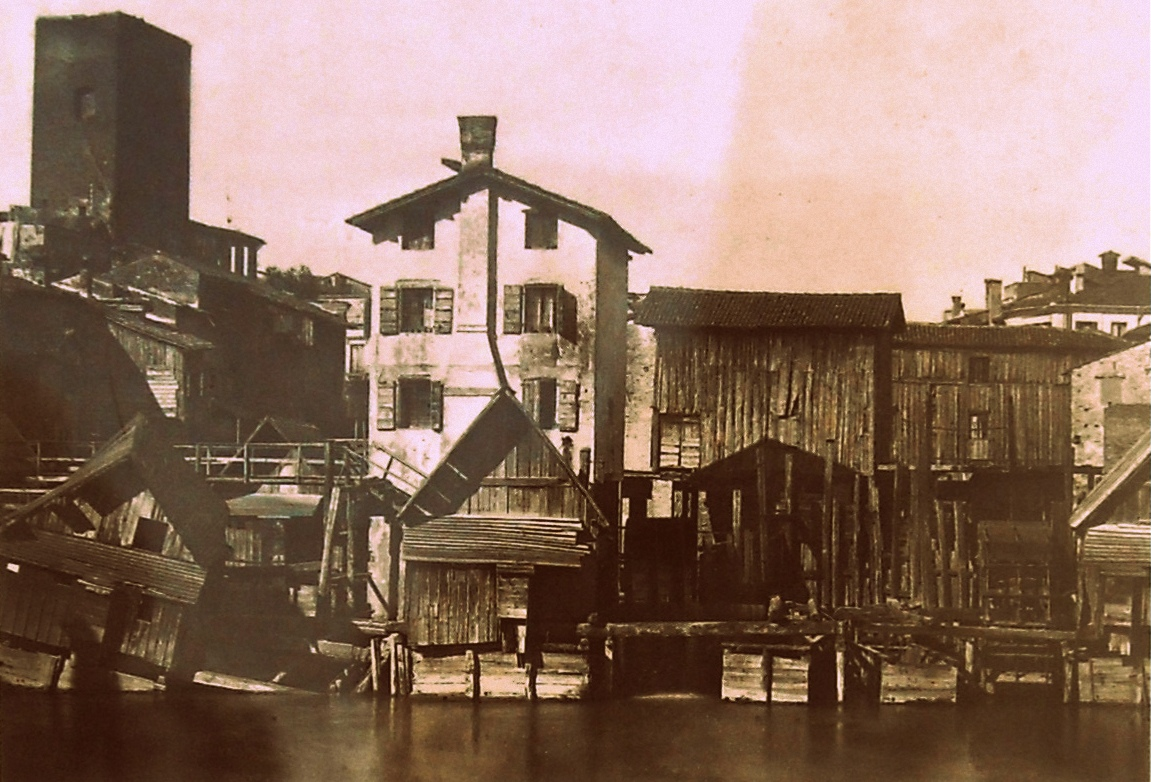
Los molinos buques en la segunda mitad del. abajo a la izquierda, la puerta

## Elementos relacionados
- Padua

## Otros proyectos
- Wikimedia Commons contiene imágenes y otros archivos sobre Porta Molino